# Haroun Tazieff
Haroun Tazieff (Varsòvia, 11 de maig del 1914- París, 2 de febrer de 1998) fou el més mediàtic dels vulcanòlegs del segle xx. Fou posteriorment naturalitzat primerament belga i després francès. També va ser assessor del govern i ministre del gabinet.
Va ser successivament enginyer agrònom, geòleg i vulcanòleg. Des de 1948 es consagrà a l'estudi dels volcans. Va fer conèixer la vulcanologia per al gran públic.
Va morir el 2 febrer del 1998 i està enterrat al cementiri de Passy de Paris.